# 岡本慈子
岡本 慈子（おかもと やすこ、1965年 - ）は、日本のアーティスト。抽象画家。

## 来歴
和歌山県和歌山市に生まれる。1988年に神戸女学院大学英文学卒業。翌年にはイースタンオレゴン州立大學（後の東オレゴン大学）Eastern Oregon State College B.A General Studies background in Business 學士取得。1994年にはフランス・パリ第8大学修士課程を卒業し、同年パリのAtelier HOURDE 絵画コースを修了。
2017年にパリのEpanouissement par l'Eveil Artistique にて創造アート教学過程を学び、学童でのアートクラス、アシスタント実習を行う。主にアンリ・マティスのコラージュをテーマに子供たちに教える。パリで精力的に活動したのち、活動拠点を台湾に移して制作に励む。2020年12月には台湾人詩人と台湾人書家とによるコラボを実施。自身が描く作品から、詩人が詩を創作し書家がそれを書として書いたものを、展示にて融合させるという試みをおこなった。
2019年はオーロラアートセラピー講師の資格を取得。2021年7月には台北からフランスに戻り、2022年現在はエクス＝アン＝プロヴァンスにて活動中。

## 展覧会
- フランス・パリ シャンゼリゼ、日本人会（1995年1月）
- フランス・パリ モンパルナス、Galerie  Le Select（2015年6月）
- フランス・パリ 13区 Galerie43 個展 「Conscience et Inconscience ～意識と無意識」（2016年9月）
- 台北　亜典美術書店 「Conscience et Inconscience ～意識と無意識」（2017・2018年6月）
- 東京銀座　中和ギャラリー「真冬のシンフォニー 」グループ展（2018年2月）
- 東京六本木　国立新美術館 NAU21（21世紀美術連立展）（2019年2月）
- 台北 自由室藝術教育空間 「Memories」（2019年6月）
- 東京日本橋 GALLERY ART MALL 画廊 個展　「Memories」（2019年9月）
- 台北 ARTSPACE 我的時間 林語桐氏とのコラボイベント“存在意識空間”（2020年3月）
- 台北 ギャラリーBeitou Times にて三人展 「 Imaginary Exchange」
- 台北 Auction Center Taipei（オークションギャラリー）「 Paris in Taipei 」グループ展 （2020年12月）
- 台北 Ethereal Auctioneers Gallery  古美術オークション予備展にて数点展示（2021年1月）
- 台北 Ethereal Auctioneers Gallery主催 ビューティクリニック佳醫美人診所（2021年3月）
- 台北 Auction Center Taipei 「Spring Salon」グループ展（2021年4月）
- 台中 Ju Hung Art Center　「城市記藝　記疫病城市」グループ展（2021年11月）
- 台北 ハイアットホテル　「Art Future 」　グループ展（2022年1月）
- フランス・エクサンプロヴァンス　Aix en Provence　Parc Jourdan Sm’art アートショー（2022年5月）
- 新竹 アンバサダーホテル新竹　「アート新竹」グループ展（2022年6月）
- フランス・エクサンプロヴァンス　Aix en Provence　Renk Art グループ展示会（2022年6月）

## 入選等
- フランス・パリ サロンドートンヌ - 入選（2015年10月）
- フランス・パリ サロンドートンヌ - 二度目の入選（2016年10月）
- 台北CC Gallery - “View Artist Joint Exhibition”に出展する6人のアーテイストに選抜（2021年11月）

## その他
- 台北 亜典美術書店 音楽家林語桐とのイベント第二弾　CD「Inconscious Mind」発表（2020年6月）